# Korg Kronos
Korg Kronos — музыкальная рабочая станция компании Korg, серийно выпускающаяся с 2011 года; включает 9 специализированных движков образования звуков, секвенсер, рекордер, цифровые эффекты. Наиболее функционально богатая станция в линейке Korg по состоянию на 2010-е — начало 2020-х годов.
Многие технологии переняты от предшественника Korg OASYS (а идеи — ещё с Korg OASYS PCI и Korg Z1). Как и OASYS, работает под управлением процессора Intel архитектуры x86 и операционной системы Linux специальной сборки, дополненной расширениями для работы с аудио в реальном времени. Выпускается несколько моделей с 61-й, 73-мя и 88-ю клавишами.
Движки для генерации звука:
- SGX-1 (с 2014 года и версии 3.1 — SGX-2) — воспроизведение семплов фортепиано;
- EP-1 — моделирование электрических клавишных, таких как родес-пиано и Wurlitzer[англ.];
- CX-3 — моделирование органа Хаммонда;
- HD1 — ромплер;
- AL1 — виртуально-аналоговый синтезатор;
- MS-20EX — моделирование синтезатора Korg MS-20;
- PolysixEX — моделирование синтезатора Korg Polysix
- MOD-7 — FM-синтез;
- STR-1 — физическое моделирование струнных инструментов.

Модельный ряд:
- Kronos (2011), оснащена 2 Гбайт оперативной памяти и твердотельным накопителем на 30 ГБ;
- Kronos X (2012), удвоены ёмкости оперативной памяти и твердотельного накопителя;
- Kronos 2 (2014), выполнена с деревянными боковинами на корпусе, обновлён фортепианный движок до версии SGX-2.

Также выпускались варианты Kronos 2 с облегчённой клавиатурой (Kronos LS, 2017, только 88-клавишная версия), разными видами отделки панелей и некоторыми дополнениями по звуковым библиотекам.